# Phyllonorycter deserticola
Phyllonorycter deserticola är en fjärilsart som beskrevs av Davis och Gerfried Deschka 2001. Phyllonorycter deserticola ingår i släktet guldmalar, och familjen styltmalar. Inga underarter finns listade i Catalogue of Life.